# Colma (Biella)
La Colma (La Còlma in piemontese) è una frazione posta al confine tra il comune di Biella e quello di Andorno Micca e situata a 689 metri s.l.m.. La parte della località che ricade in comune di Biella appartiene al quartiere cittadino Pavignano-Vaglio Colma, ma fino ai primi decenni del Novecento era compresa nel comune, oggi soppresso, di Chiavazza.

## Geografia fisica
La frazione si sviluppa sulla costiera boscosa che separa la Valle Cervo propriamente detta dal bacino di un suo tributario, il torrente Strona di Mosso.
Poco a sud del centro abitato, il crinale tocca i 726 metri del Bric Randolina, l'ultima elevazione ben individuata prima della pianura, mentre circa 1 km a nord-ovest si trova il Monte Turlo (835 m).

## Origini del nome
Il nome deriva dalla posizione elevata della frazione; il toponimo Colma, infatti, è spesso usato nel Piemonte settentrionale per indicare una cima o un colle. Gli abitanti vengono chiamati "colmesi".

## Storia

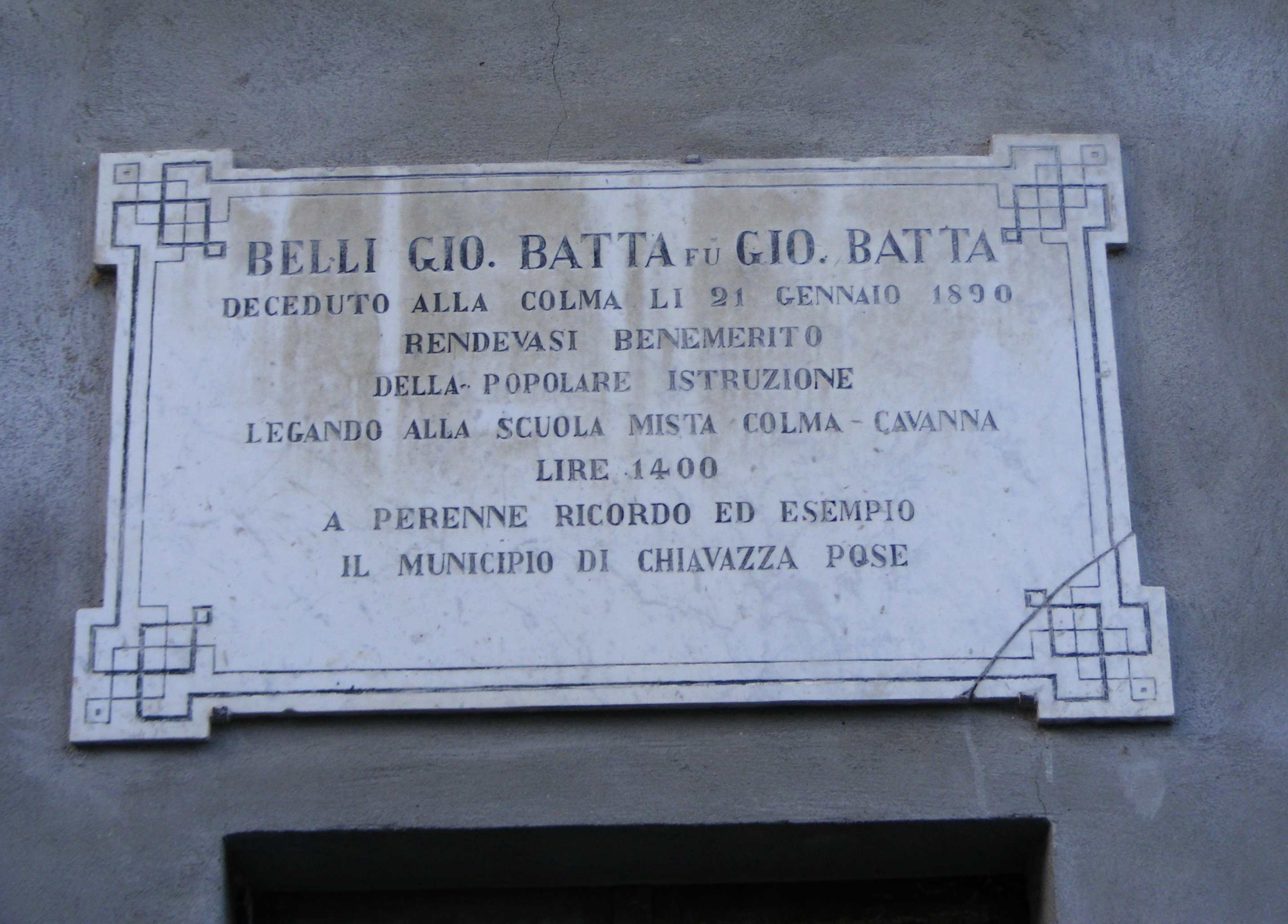
Lapide in memoria di un benefattore della scuola

La storia della Colma in generale seguì le vicende della vicina Andorno. Nel 1908 la comunità locale si dotò di un acquedotto autonomo realizzando le relative opere di captazione idrica alle falde del Monte Turlo. Sempre nell'anno 1908 la Colma viene ricordata per la sassaiola con la quale i suoi abitanti accolsero un prete che vi si stava recando per celebrare una messa, episodio questo piuttosto insolito nel generale clima di deferenza e rispetto per la Chiesa cattolica presente al tempo nelle aree rurali italiane.

Nel corso della Resistenza vari giovani della Colma scelsero di diventare partigiani. Ad uno di loro, Luciano Belli detto Audace, caduto durante l'Eccidio di Mottalciata, è intitolata una piazzetta posta ad una estremità del paese. La popolazione civile visse alcuni momenti di grave tensione in occasione dei rastrellamenti operati dalla truppe nazi-fasciste e dei combattimenti tra queste e i partigiani. Il 29 marzo 1944 una rappresentanza degli industriali locali ed una del movimento operaio biellese stipularono il Contratto della montagna. Varie riunioni del comitato che preparò il testo del contratto si svolsero clandestinamente alla Colma e l'accordo fu infine siglato, con la protezione delle formazioni partigiane attive in zona, in una località in comune di Selve Marcone ancora oggi nota come Quadretto. Nel contratto si riducevano le disparità salariali tra operai e impiegati dell'industria tessile e si normava in maniera pressoché egualitaria il rapporto lavorativo di uomini e donne. Inizialmente rivolto ai tessili il contratto fu applicato anche in altri settori produttivi e, dopo la Liberazione, servì da modello per la contrattazione successiva.
La piccola scuola elementare della Colma fu chiusa nel secondo dopoguerra a causa della scarsità di alunni, e la stessa sorte subirono attorno agli anni Settanta del Novecento l'unico esercizio commerciale della frazione e il bar. La zona gravita principalmente su Biella, raggiungibile in pochi minuti di automobile.

## Società

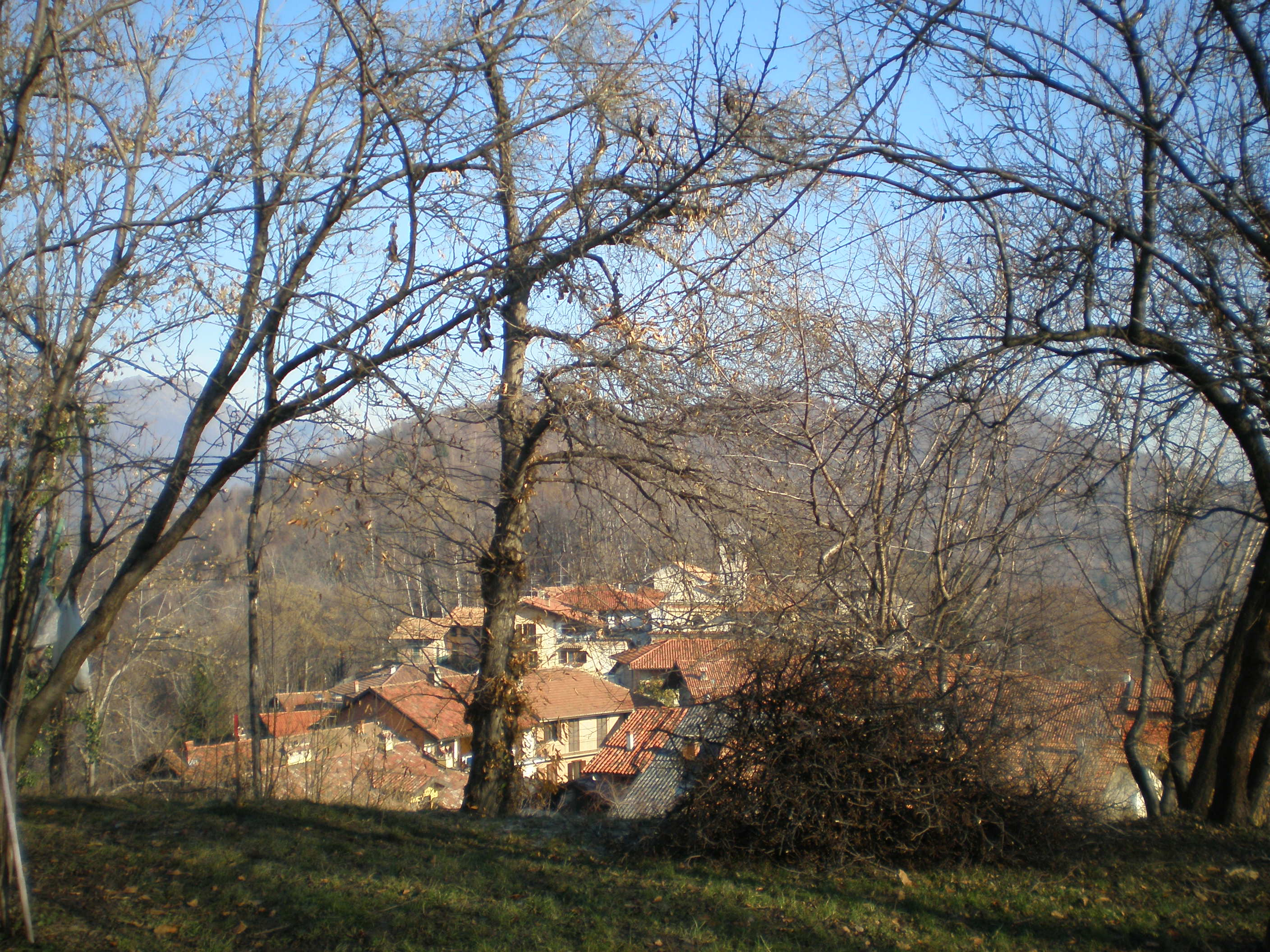
La frazione vista da ovest

Gli abitanti sono concentrati nel piccolo centro abitato e in poche cascine a breve distanza dallo stesso. Il cognome storicamente prevalente è quello di Belli, al quale si accompagna spesso una seconda componente dando origine a cognomi doppi (fatto del resto comune in buona parte del Piemonte settentrionale). In passato numerosi colmesi sono emigrati all'estero, in particolare in Francia, e alcune case sono tuttora di proprietà di discendenti di questi emigranti. Tra coloro che emigrarono più lontano è noto il caso di Antonio Belli, bisnonno della scrittrice sudamericana Gioconda Belli, un agrimensore che nacque alla Colma nel 1865 e si trasferì in America Centrale per partecipare alla costruzione del Canale di Panama.

## Parrocchia

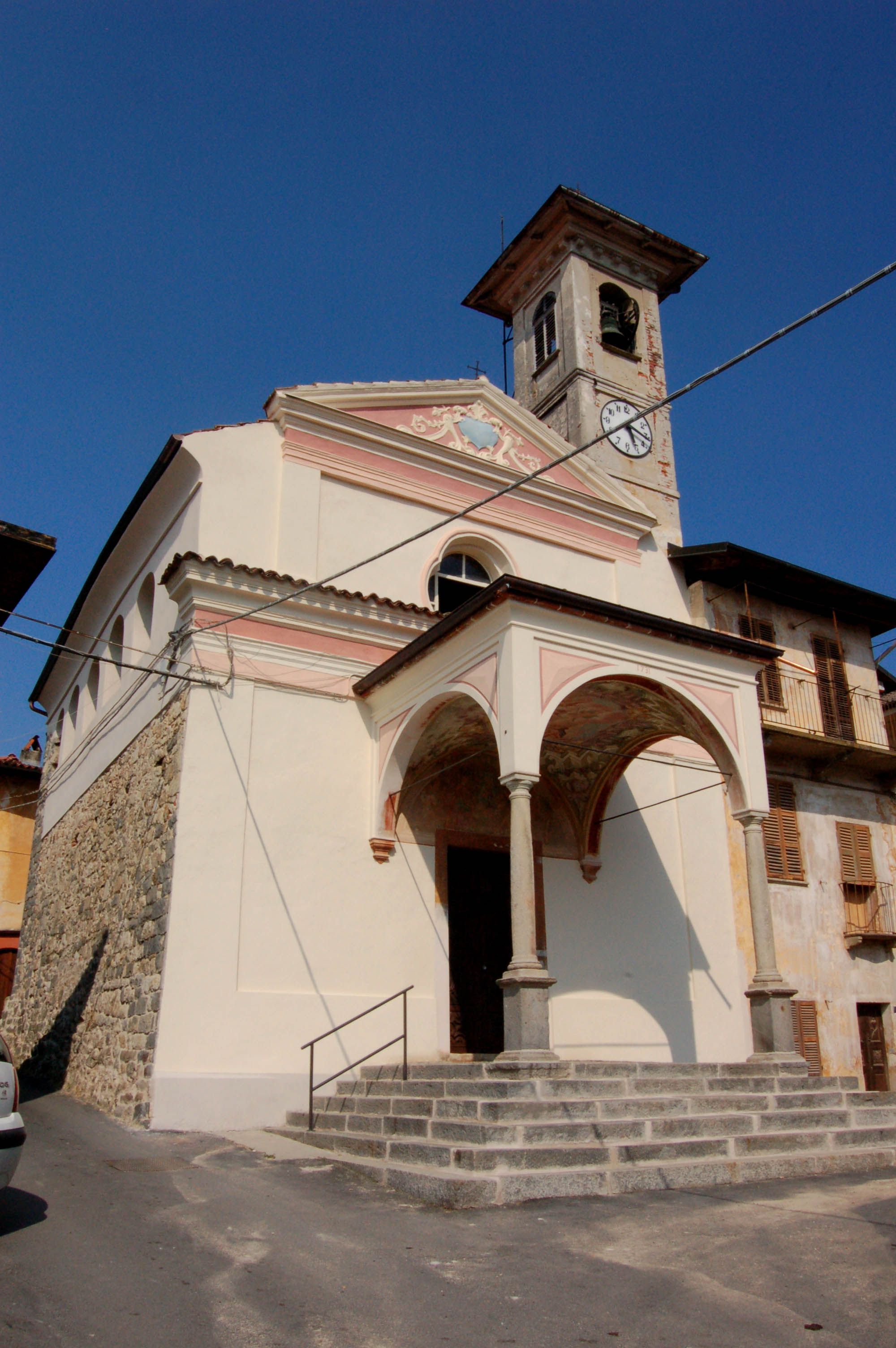
La chiesa di San Defendente

La chiesa intitolata al patrono San Defendente è situata al centro della frazione e fino ai primi decenni del Novecento fu proprietà della famiglia Belli-Andreis, alla quale apparteneva anche il vicino palazzotto. La chiesa venne poi donata alla diocesi di Biella, che nel 1930 eresse la Colma in parrocchia autonoma. Nel secondo dopoguerra per motivi pastorali le parrocchie della Colma e quella di Vaglio (frazione di Biella) vennero unificate.

## Escursionismo
Alcuni sentieri permettono di raggiungere per boschi i vicini centri abitati di Selve Marcone, San Giuseppe di Casto, Vaglio Pettinengo e il Cantone Randolina.
Per la Colma transita la GtB (Grande traversata del Biellese), un lungo itinerario escursionistico che percorre a quota medio-bassa tutta la provincia di Biella.